# کارتر وانگ
کارتر وانگ (انگلیسی: Carter Wong؛ زادهٔ ۲۲ مارس ۱۹۴۷) بازیگر، بدل‌کار و مربی هنرهای رزمی اهل چین است. وی از سال ۱۹۷۲ میلادی تاکنون مشغول فعالیت بوده‌است.
از فیلم‌ها یا مجموعه‌های تلویزیونی که وی در آن‌ها نقش داشته‌است، می‌توان به مشکل بزرگ در چین کوچک و هاپکیدو اشاره نمود.